# Лазаридис, Костас
Костас Лазаридис (греч.  Κώστας Λαζαρίδης , 1900 — 13 мая 1943) — греческий политический и профсоюзный деятель, член руководства Коммунистической партии Греции.
Участник антифашистского Сопротивления, соучредитель Рабочего Национального Освободительного Фронта (ΕΕΑΜ). Расстрелян оккупационными властями в 1943 году.

## Молодость
Лазаридис родился в 1900 году в селе Асомати османской Западной Фракии, на территории нынешнего дема Иазмос греческого нома Родопи.
Ещё в молодом возрасте примкнул к Коммунистической партии Греции.
В 1932 году был кандидатом в депутаты парламента от Единого Фронта Рабочих и Крестьян, представляя прокоммунистических избирателей столицы Македонии, города Фессалоники.
В 1934 году состоял в руководстве Объединённой Всеобщей Конфедерации Рабочих Греции (Ενωτική Γενική Συνομοσπονδία Εργατών Ελλάδας), в качестве её генерального секретаря.
С установлением 4 августа 1936 года диктатуры генерала Иоанниса Метаксаса, ушёл в подполье.
В 1937 году был арестован охранкой и, вместе с большим числом других коммунистов, был заключён в тюрьму Акронафплия города Нафплион.

## Оккупация
С началом греко-итальянской войны 28 октября 1940 года, заключённые коммунисты попросили своей отправки на фронт, в чём им однако было отказано.
Греческая армия отразила итальянское вторжение и перенесла военные действия на территорию Албании.
6 апреля 1941 года гитлеровская Германия пришла на помощь итальянцам, вторгшись в Грецию с территории союзной ей Болгарии.
Даже с приближением немецких войск заключённые коммунисты не были освобождены и, как правило, передавались немцам охранявшими их греческими жандармами.
Греция была разделена на 3 зоны оккупации — немецкую, итальянскую и болгарскую.
Особенностью болгарской зоны было то, что болгары спешили объявить её территорией Болгарии, осуществляя таким образом, с помощью немцев, свои давние претензии на Македонию и Западную Фракию.
Процесс «болгаризации» региона принял формы террора и репрессий против его греческого населения, которые свопровождались попытками убедить большинство населения заявить о своём действительном или мнимом болгарском происхождении.
В рамках этой политики, болгарское правительство обратилось к своим немецким союзникам, с просьбой освободить находившихся в тюрьмах немецкой зоны (часть) греческих политических заключённых, при условии заявления ими о своём болгарском происхождении или национальном самосознании.
Учитывая то, что в своём большинстве организации компартии были разгромлены режимом Метаксаса ещё до начала войны, находившийся в заключении в Акронафплии член Политбюро партии, Яннис Иоаннидис, решил что болгарское предложение, независимо от целей преследуемых болгарами, даёт возможность освобождения небольшого числа коммунистов, вне зависимости от того были ли они в действительности славяноязычными или нет.
Иоаннидис счёл, что освобождение даже небольшого числа заключённых коммунистов позволит воссоздать ряд подпольных партийных организаций.
В результате были освобождены 27 греческих коммунистов происходивших из Македонии и Фракии. Большинство из них не только не владели болгарским языком, но с трудом повторяли заученные ими в тюрьме болгарские слова.
То, что акция освобождения этих 27 коммунистов обернулась фиаско для немецких и болгарских оккупационных властей, подтверждает тот факт, что все они вступили в организации Сопротивления сражаясь как против немцев, так и против болгар, и 5 из 27 в дальнейшем были арестованы и расстреляны оккупантами).

## Роль Лазаридиса в создании Фронта Освобождения
Лазаридис, заявляя что он славянин, был освобождён 30 июня 1941 года, в числе 27 освобождённых узников Акронафплии. При этом его словарный запас ограничивался несколькими болгарскими словами, которые он заучил в тюрьме.
Он немедленно отправился в Афины, где связался с подпольными организациями компартии.
В конце июня 1941 года был создан так называемый «Новый Центральный Комитет» (ΝΚΕ) компартии Греции, в который вошли 4 коммуниста: Петрос Русос, Хриса Хадивасилиу, Пантелис Карагицис и Андрей Чипас.
Последний действительно происходил из славяноязычного меньшинства.
1-3 июля 1941 года в Афинах состоялся «6-й пленум ЦК КПГ» в котором приняли участие 4 члена ΝΚΕ, Костас Лазаридис и, также освобождённый из Акронфплии, Андреас Дзимас.
Пленум призвал греческий народ, партии и организации к созданию национального фронта освобождения.
16 июля 1941 года Костас Лазаридис подписал от имени, находившейся под контролем коммунистов, Объединённой Всеобщей Конфедерации Рабочих Греции (ΕΓΣΕΕ), соглашение о создании Рабочего Национального Освободительного Фронта (ΕΕΑΜ).
Соучредителями Рабочего Национального Освободительного Фронта стали реформистские Независимые профсоюзы которые представлял Д.Стратис и также реформистская Всеобщая Конфедерация Рабочих Греции (ΓΣΕΕ), которую представлял Я.Каломирис.
Генеральным секретарём Рабочего Национального Освободительного Фронта (ΕΕΑΜ) был избран Костас Лазаридис.
Рабочий Фронт стал предтечей и фундаментом для создания широкого Национально-освободительного фронта (ЭАМ), который затем приступил к созданию Народно-освободительной армии Греции (ЭЛАС).
Рабочий Фронт первым приступил к массовым выступлениям в1942 году, которые в январе 1943 года вынудили Гитлера отменить приказ о мобилизации греческого населения для работы в Германии.

## Расстрел
Гестапо вышло на след Лазаридиса в начале 1943 года. Он был арестован и заключён в Концентрационный лагерь Хайдари.
Расстрелян 10 мая 1943 года на стрельбище в афинском районе Кесарани.
Учитывая авторитет Лазаридиса среди греческих рабочих, оккупационные власти предложили перед расстрелом даровать ему жизнь в обмен на сотрудничество.
На что Лазаридис ответил (переводчику): «Скажи этим скотам, что коммунисты не продаются, а умирают за свою Партию и свой Народ».

## Семья
Лазаридис был женат на Султане Лазариду и имел двух детей.
За свою деятельность в Греческом Сопротивлении, жена была арестована болгарскими оккупационными властями и приговорена к пожизненному заключению.
Один из его сыновей, Такис Лазаридис, был приговорён к смерти по послевоенному «Делу Белоянниса», но в конечном итоге не был расстрелян.
Дочь Ставрула (Рула) Лазариду была радисткой в послевоенном подпольном аппарате компартии и сотрудничала с известным деятелем коммунистического подполья Никосом Вавудисом.